# Ананко, Константин Павлович
Константин Павлович Ананко (1903, село Басань, теперь Пологовского района Запорожской области — ?) — советский государственный деятель, председатель Измаильского облисполкома. Депутат Верховного Совета УССР 2-го созыва.

## Биография
Родился в семье крестьянина-бедняка. До 1921 года работал в хозяйстве отца, учился в сельской школе.
В 1921—1926 годах — секретарь волостного комитета крестьян-бедняков; заместитель председателя исполнительного комитета Петропавловского районного совета Екатеринославской губернии.
В 1926—1927 годах — в Красной Армии.
Член ВКП(б) с 1926 года.
С 1927 года учился на рабочем факультете, затем — в электротехническом институте. Работал редактором Золочевской районной газеты Харьковской области.
В 1935—1939 годах — директор школы; заместитель заведующего Харьковского городского отдела народного образования.
В 1939—1944 годах — секретарь исполнительного комитета Харьковского областного совета депутатов трудящихся. Одновременно, учился в Харьковском педагогическом институте, который окончил в 1941 году. Во время Великой Отечественной войны выполнял специальные задания ЦК ВКП(б) и ЦК КП(б)У.
В 1944—1945 годах — заместитель председателя исполнительного комитета Харьковского областного совета депутатов трудящихся.
В 1945—1949 годах — председатель исполнительного комитета Измаильского областного совета депутатов трудящихся.
В 1950-х годах работал начальником Одесского областного управления культуры.

## Награды
- орден Ленина (23.01.1948)
- орден Красной Звезды (28.08.1944)
- ордена
- медали